# Wilhelm Cauer (Mathematiker)

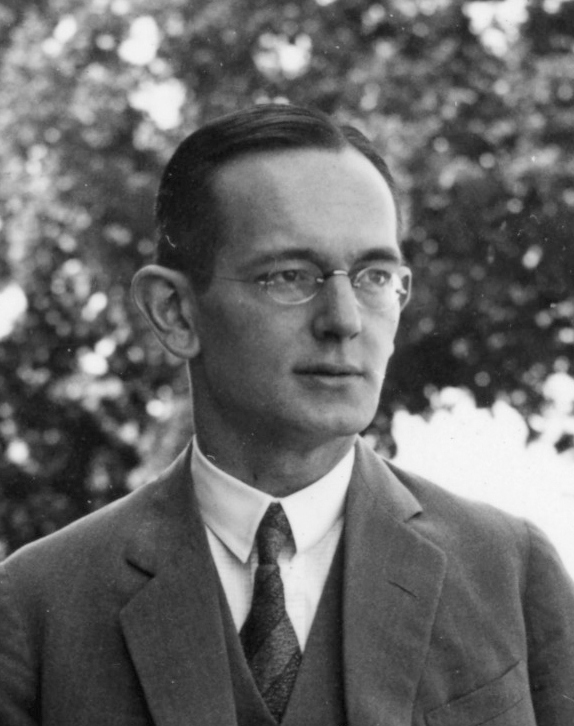
Wilhelm Cauer, 4. September 1930

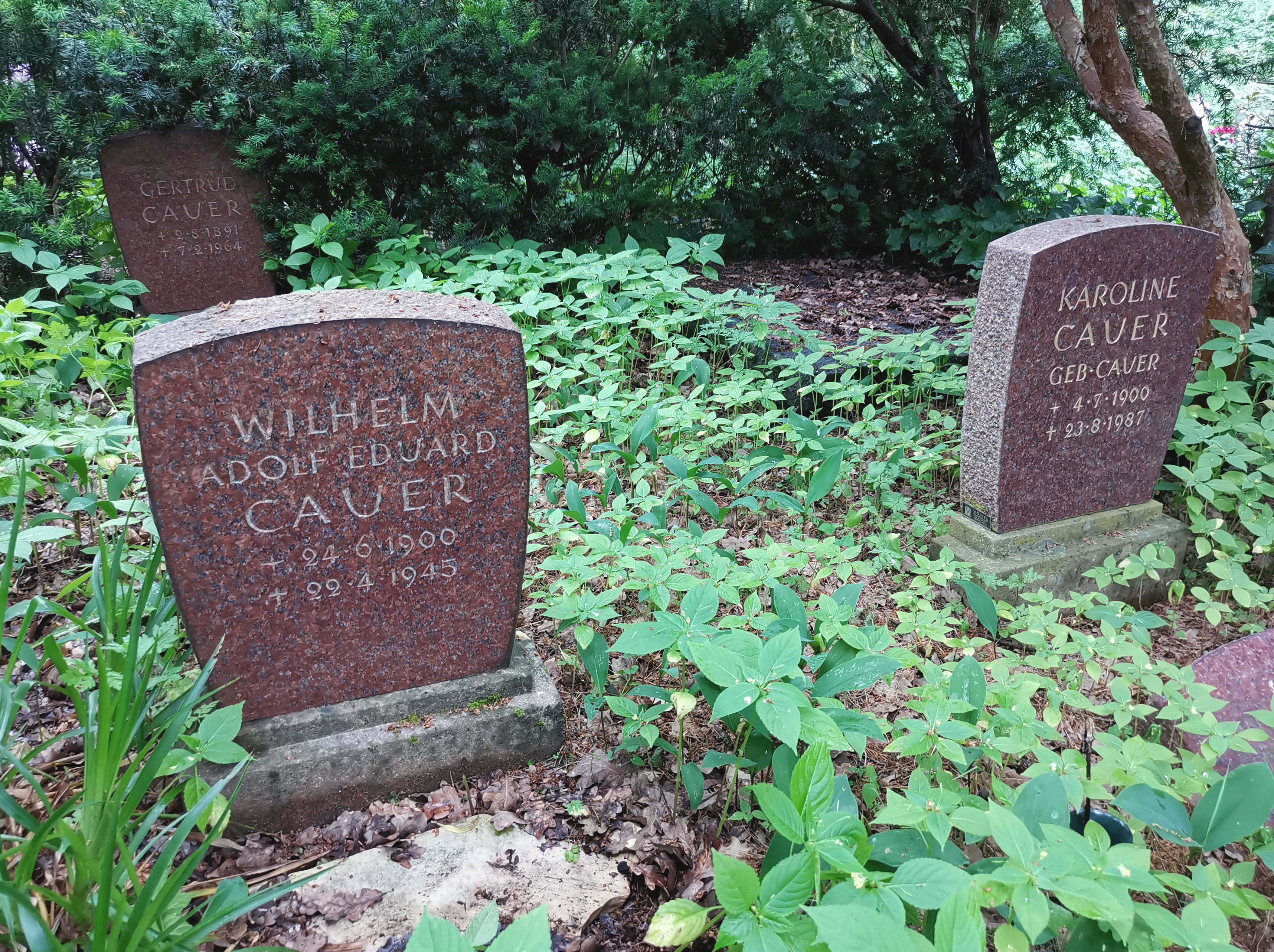
Familiengrab auf dem Luisenfriedhof III in Berlin-Westend (Grablage: F III 15-19)

Wilhelm Cauer (* 24. Juni 1900 in Charlottenburg; † 22. April 1945 in Berlin-Marienfelde) war ein deutscher Mathematiker sowie Physiker und ist Begründer der linearen Netzwerksynthese (Schaltungssynthese).

## Leben
Wilhelm Cauer wurde als sechstes Kind von Wilhelm und Marie Cauer geboren. Sein Vater, ein Bruder der beiden Philologen Friedrich und Paul Cauer, war an der TH Berlin als Professor für Eisenbahnwesen tätig. Er selbst studierte ab 1919 an der TH Berlin Elektrotechnik. Nach seinem Vorexamen studierte er an den Universitäten Bonn und Berlin Mathematik und Physik und schloss sein Diplomstudium an der TH Berlin im Fach der Technischen Physik ab. Seine 1926 ebenfalls an der TH Berlin entstandene Promotion (bei Georg Hamel) zum Thema Die Verwirklichung von Wechselstromwiderständen vorgeschriebener Frequenzabhängigkeit war richtungsweisend für sein späteres Leben.
Er habilitierte danach im Fach der Angewandten Mathematik an der Universität Göttingen. Ein Stipendium der Rockefeller-Stiftung hatte ihm 1930/31 zwei Semester am Massachusetts Institute of Technology (MIT) und an der Harvard University in Cambridge ermöglicht, in denen er das Tafelwerk „Siebschaltungen“ abschließen konnte. Nach der Machtergreifung der Nationalsozialisten unterschrieb Cauer das Bekenntnis der deutschen Professoren zu Adolf Hitler, einen Wahlaufruf zum 11. November 1933. Gleichwohl wurde seine Karriere in der Folgezeit nachhaltig ausgebremst, als bekannt wurde, dass Cauers Urgroßmutter Marianne geb. Itzig eine Jüdin war.
1935 ging Cauer als Statiker zu den Fieseler Flugzeugwerken nach Kassel. In dieser Zeit wurde er zum apl. Professor ernannt. 1936 wechselte er als Laborchef von Mix & Genest nach Berlin. An der TH Berlin hielt er in einem Spezialkolleg Vorlesungen über sein Arbeitsgebiet. Sein Lebenswerk, die „Theorie der linearen Wechselstromschaltungen“, erschien 1941 in Leipzig. Er blieb während des Zweiten Weltkriegs in Berlin, wo er unter den gegebenen Umständen seine wissenschaftliche Arbeit fortsetzte. Wilhelm Cauer wurde am 22. April 1945 in Berlin-Marienfelde von sowjetischen Soldaten als Geisel erschossen.
Der wissenschaftliche Nachlass erschien im Akademie-Verlag Berlin.

## Wissenschaftliches Wirken
Cauer wirkte wesentlich am mathematischen Apparat der linearen Netzwerktheorie, der Mehrpoltheorie sowie der Theorie der nach ihm benannten Cauer-Filter mit. Er beschäftigte sich mit der prinzipiellen Lösbarkeit technischer Aufgaben, der Äquivalenz von Schaltungen und der Interpolation. Aus seinen Arbeiten erwuchs eine systematische Theorie zur Synthese von linearen Netzwerken (Schaltungssynthese). Neben wesentlichen Arbeiten zu elektrischen Siebschaltungen wirkte er mit an der Entwicklung einer Rechenmaschine für die Lösung von Gleichungen mit zehn Unbekannten. Das elliptische Filter, welches auf diese Arbeiten zurückgeht, wurde nach ihm benannt. Schon zu Lebzeiten war Cauer nach nur wenigen Jahren seines Schaffens in der Welt anerkannt und fand in der wissenschaftlichen Welt hohe Beachtung. Er leistete einen wesentlichen Beitrag zur Entwicklung der Systemtheorie und ist einer der Wegbereiter der Kybernetik.

## Ehrungen
In Erlangen ist eine Straße auf dem Campus der Technischen Fakultät der Universität Erlangen nach Wilhelm Cauer benannt.

## Werke
- W. Cauer: Siebschaltungen. VDI-Verlag, Berlin, 1931.
- W. Cauer: Theorie der linearen Wechselstromschaltungen. Bd. 1. Becker und Erler, Leipzig, 1941.
  - Bd. 2. Akademie, Berlin, 1960
- W. Cauer: Synthesis of Linear Communication Networks. McGraw-Hill, New York, 1958.